# Петров, Александр Фёдорович (Герой Социалистического Труда)
Александр Фёдорович Петров (9 сентября 1915 — 25 января 1984) — передовик советского сельского хозяйства, главный агроном совхоза «Красная Балтика» Ломоносовского района Ленинградской области, Герой Социалистического Труда (1966). Заслуженный агроном РСФСР (1964).

## Биография
Родился в 1915 году в городе Самаре Самарской губернии в русской многодетной семье. Отец трудился учителем, мать- фельдшером. Чтобы прокормить всех восьмерых детей семья вынуждена была переехать в село. Завершив в 1932 году обучение в сельской школе, Александр окончил курсы овощеводов и был направлен на работу лаборантом в овощеводческую бригаду.
В годы Великой Отечественной войны служил в Красной Армии. Имел тяжёлое ранение. В 1946 году переехал в Ленинградскую область. Почти тридцать лет отработал агрономом в совхозе "Красная Балтика" Ломоносовского района. Здесь по его инициативе и с его участием были созданы механизированные звенья по возделыванию картофеля, овощных культур, пастбищ. Под его руководством были подготовлены молодые специалисты-овощеводы. Одним из первых в области совхоз перешёл на сортовые посевы всех культур.
За успехи, достигнутые в увеличении производства и заготовок пшеницы, ржи, гречихи, риса, других зерновых и кормовых культур и высокопроизводительном использовании техники, Указом Президиума Верховного Совета СССР от 23 июня 1966 года Александру Фёдоровичу Петрову было присвоено звание Героя Социалистического Труда с вручением ордена Ленина и золотой медали «Серп и Молот».
В дальнейшем продолжал трудовую деятельность, в 1975 году вышел на пенсию.
Проживал в Ломоносовском районе Ленинградской области. Умер 25 января 1984 года. Похоронен на сельском кладбище в деревне Гостилицы.

## Награды
За трудовые успехи удостоен:
- золотая звезда «Серп и Молот» (23.06.1966),
- орден Ленина (23.06.1966),
- Орден Октябрьской Революции (08.04.1971),
- Заслуженный агроном РСФСР (28.11.1964),
- другие медали.